# Velvet Tone Records

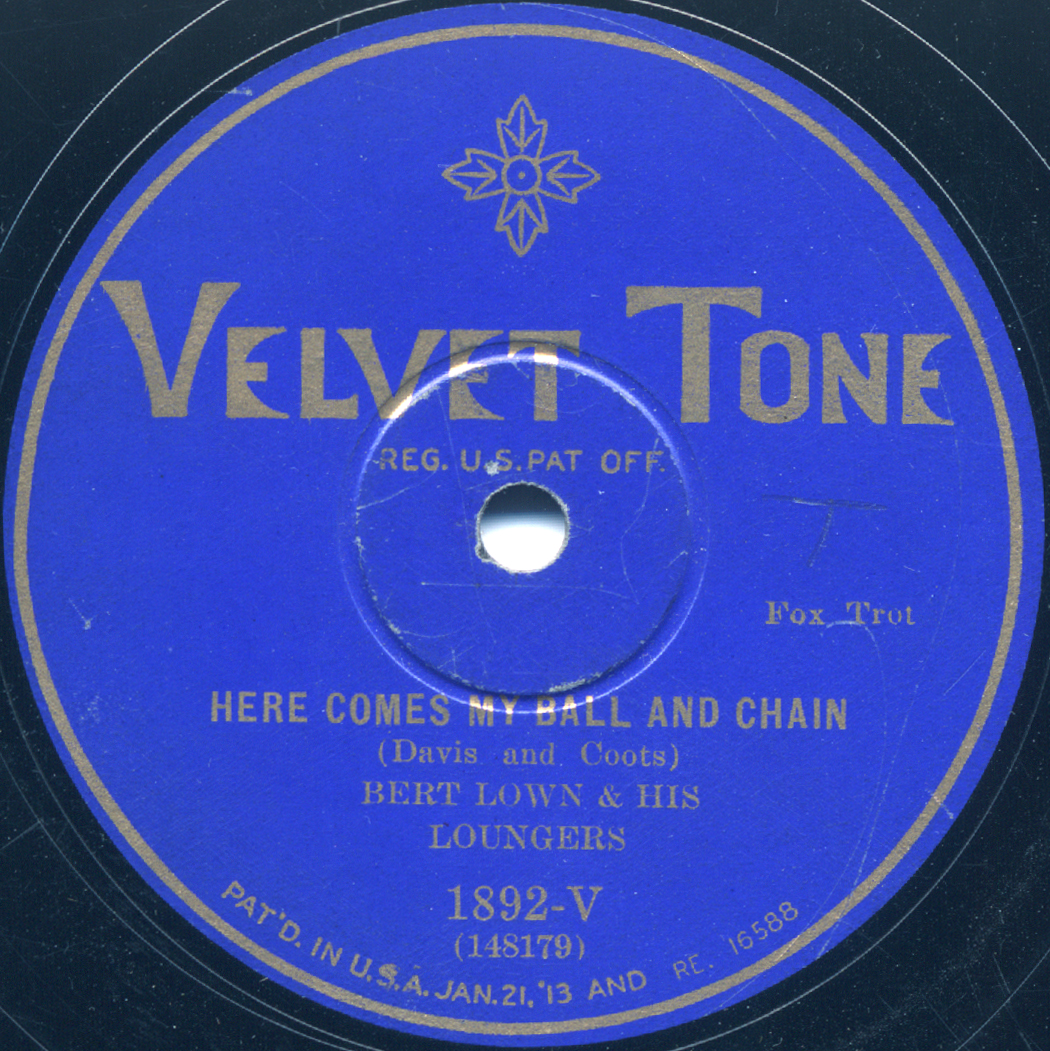
78er von Velvet Tone mit Bert Lown & His Loungers: Here Comes My Ball and Chain (1929)

Velvet Tone war ein Sublabel des US-amerikanischen Major-Labels Columbia Records.
Nachdem Columbia bereits 1906 unzerbrechliche Schallplatten unter der Bezeichnung Marconi velvet-tone Records vermarktet hatte, schuf man Mitte der 1920er Jahre mit Velvet Tone ein so genanntes Budget-Label. Das von Velvet Tone verwendete Songmaterial war identisch mit dem der beiden weiteren Columbia-Billigpreislabel Harmony Records und Diva Records. Auf dem Label erschienen von 1925 bis 1932 u. a. Aufnahmen aus den Bereichen Old-Time und Country, Tanzmusik, Blues und früher Jazz von Frank Auburn, Chick Bullock, Rex Cole’s Mountaineers, Frank Ferera, Annette Hanshaw, Katherine Henderson, Sam Lanin, Webster Moore & His High Hatters,  Carson Robison, Kate Smith, Roy Keating, Paul Specht, Ernest Thompson und Rudy Vallée.